# Araneus ocellatulus
Araneus ocellatulus là một loài nhện trong họ Araneidae.
Loài này thuộc chi Araneus. Araneus ocellatulus được Carl Friedrich Roewer miêu tả năm 1942.